# Polnische Badmintonmeisterschaft 2007
Die Polnische Badmintonmeisterschaft 2007 fand vom 2. bis zum 4. Februar 2007 in Suchedniów statt. Es war die 43. Austragung der Titelkämpfe.

## Medaillengewinner
| Disziplin    | Gold                                                             | Silber                                                                          | Bronze |
| ------------ | ---------------------------------------------------------------- | ------------------------------------------------------------------------------- | --- |
| Herreneinzel | Przemysław Wacha (Technik Głubczyce)                             | Rafał Hawel (Technik Głubczyce)                                                 | Dariusz Zięba (SKB Suwałki) Adam Cwalina (SKB Suwałki)                                                                                                  |
| Dameneinzel  | Kamila Augustyn (Piast Słupsk)                                   | Agnieszka Wojtkowska (Technik Głubczyce)                                        | Ewa Jarocka (SKB Suwałki) Dorota Grzejdak (Masovia Płock)                                                                                               |
| Herrendoppel | Michał Łogosz (SKB Suwałki) Robert Mateusiak (SKB Suwałki)       | Rafał Hawel (Technik Głubczyce) Przemysław Wacha (Technik Głubczyce)            | Paweł Dróżdż (SKB Piast Słupsk) Kamil Raszkiewicz (SKB Suwałki) Adam Cwalina (SKB Suwałki) Wojciech Szkudlarczyk (Technik Głubczyce)                    |
| Damendoppel  | Kamila Augustyn (Piast Słupsk) Nadieżda Kostiuczyk (SKB Suwałki) | Małgorzata Kurdelska (AZS UW Warszawa) Angelika Węgrzyn (LKS Technik Głubczyce) | Monika Bieńkowska (Masovia Płock) Dorota Grzejdak (Masovia Płock) Natalia Pocztowiak (Technik Głubczyce) Agnieszka Wojtkowska (Technik Głubczyce)       |
| Mixed        | Robert Mateusiak (SKB Suwałki) Nadieżda Kostiuczyk (SKB Suwałki) | Michał Łogosz (SKB Suwałki) Joanna Szleszyńska (SKB Suwałki)                    | Wojciech Szkudlarczyk (Technik Głubczyce) Natalia Pocztowiak (LKS Technik Głubczyce) Damian Pławecki (AZS AGH Kraków) Monika Bieńkowska (Masovia Płock) |